# Сульфат магния-дикалия
Сульфа́т ма́гния-дика́лия — неорганическое соединение,
комплексная соль калия, магния и серной кислоты
с формулой K2Mg(SO4)2,
бесцветные (белые) кристаллы,
слабо растворяется в холодной воде,
образует кристаллогидраты.

## Получение
- В природе встречается минерал леонит — K2Mg(SO4)2·4H2O с примесями [1].

- В природе встречается минерал пикромерит (шёнит) — K2Mg(SO4)2·6H2O с примесями [2].

- Охлаждение растворов сульфатов калия и магния:

{\displaystyle {\mathsf {K_{2}SO_{4}+MgSO_{4}+6H_{2}O\ {\xrightarrow {}}\ K_{2}Mg(SO_{4})_{2}\cdot 6H_{2}O\downarrow }}}

## Физические свойства
Сульфат магния-дикалия образует бесцветные (белые) кристаллы.
Слабо растворяется в холодной воде.
Образует кристаллогидраты состава K2Mg(SO4)2·n H2O, где n = 2, 4 и 6.
Кристаллогидрат состава K2Mg(SO4)2·6H2O образует кристаллы моноклинной сингонии, пространственная группа P 21/a, параметры ячейки a = 0,9066 нм, b = 1,2254 нм, c = 0,6128 нм, β = 104,47°, Z = 2. Относится к группе солей Туттона (шенитов).
Кристаллогидрат состава K2Mg(SO4)2·4H2O образует кристаллы моноклинной сингонии, пространственная группа C 2/m, параметры ячейки a = 1,1769 нм, b = 0,9539 нм, c = 0,9889 нм, β = 95,31°, Z = 4.

## Химические свойства
- Кристаллогидрат при нагревании ступенчато теряет воду:

{\displaystyle {\mathsf {K_{2}Mg(SO_{4})_{2}\cdot 6H_{2}O\ {\xrightarrow[{-H_{2}O}]{T}}\ K_{2}Mg(SO_{4})_{2}\cdot 4H_{2}O\ {\xrightarrow[{-H_{2}O}]{T}}\ K_{2}Mg(SO_{4})_{2}\cdot 2H_{2}O\ {\xrightarrow[{-H_{2}O}]{T}}\ K_{2}Mg(SO_{4})_{2}}}}